# Коктерек (Улькен-Наринський район)
Коктере́к (каз. Көктерек) — село у складі Улькен-Наринського району Східноказахстанської області Казахстану. Входить до складу Улькен-Наринського сільського округу.
Населення — 295 осіб (2021; 455 у 2009, 753 у 1999, 864 у 1989).
Національний склад станом на 1989 рік:
- казахи — 79 %